# Präz
Präz (rätoromanisch Preaz) ist eine Fraktion der Gemeinde Cazis im Kanton Graubünden, Schweiz.
Bis Ende 2009 bildete sie eine eigenständige politische Gemeinde. Auf den 1. Januar 2010 fusionierten die Gemeinden Cazis, Portein, Präz, Sarn und Tartar zur neuen Gemeinde Cazis.

## Geschichte

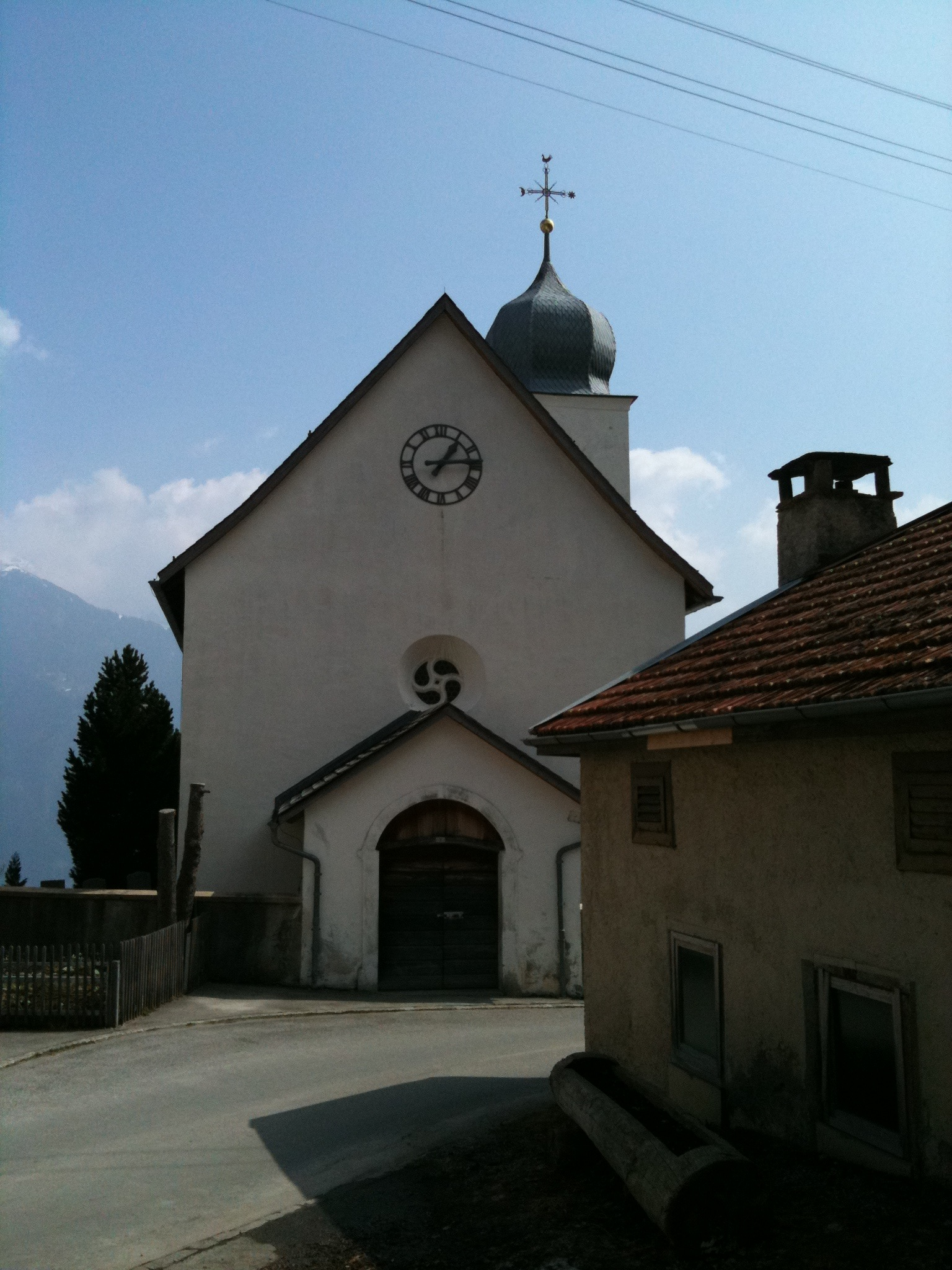
Reformierte Kirche Präz

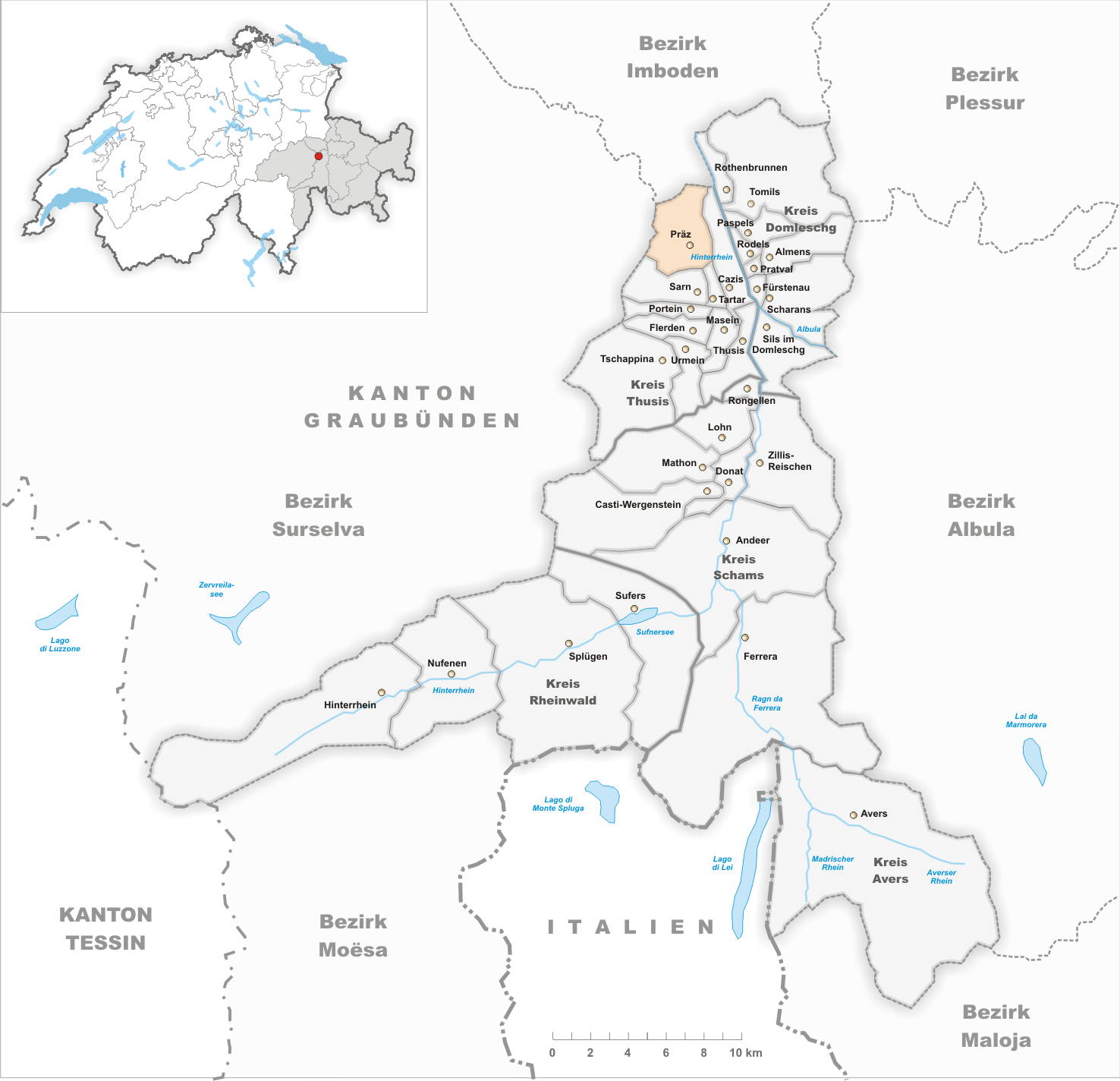
Gemeindestand vor der Fusion am 1. Januar 2010

Um 1300 wurde die Siedlung als Paretz erstmals erwähnt. Eine lepontische Stele aus dem 3. Jahrhundert v. Chr. mit etruskischer Inschrift wurde 1958 in Raschlinas gefunden. 1290 wurden Kolonen des bischöflichen Hofs Scharans und 1370 des Klosters Cazis. Die Burg Heinzenberg mit einem Turm etwa aus dem Jahr 1200 war landesherrlicher Sitz der Vazer, dann der Werdenberger und Rhäzünser. 1475 kam die Herrschaft, ohne die Burg, an den Bischof von Chur. 1709 wurden die letzten bischöflichen Rechte ausgekauft. Bis 1854 war Präz eine Nachbarschaft in der Gerichtsgemeinde Heinzenberg, bis 2001 gehörte das Dorf zum Bezirk Heinzenberg.
Kirchlich gehörte Präz zu Hohenrätien, nach 1505 zu Portein. Die Kaplanei ist 1495 erwähnt, 1519 eine eigene Pfarrei St. Maria und St. Georg und 1522 die inzwischen zerstörte Kapelle St. Anna in Dalin. Die Reformation wurde nach 1525 eingeführt.
1904 wurde die Strasse nach Schauenberg gebaut. 1942 bis 1955 erfolgte die Melioration des Gemeindegebiets. Die wichtigsten Erwerbsquellen in Präz sind Viehwirtschaft und etwas Ackerbau.

## Wappen
| Wappen von Präz | Blasonierung: «In Silber ein aufrechter roter Löwe.» |
| Wappen von Präz | Der Löwe als überliefertes Wappentier am Heinzenberg in den Farben der Grafen von Werdenberg-Heiligenberg, die eine rote Kirchenfahne im silbernen Schild führten |

## Bevölkerung
| Bevölkerungsentwicklung | Bevölkerungsentwicklung | Bevölkerungsentwicklung | Bevölkerungsentwicklung | Bevölkerungsentwicklung | Bevölkerungsentwicklung | Bevölkerungsentwicklung | Bevölkerungsentwicklung | Bevölkerungsentwicklung | Bevölkerungsentwicklung |
| ----------------------- | ----------------------- | ----------------------- | ----------------------- | ----------------------- | ----------------------- | ----------------------- | ----------------------- | ----------------------- | ----------------------- |
| Jahr                    | 1803                    | 1850                    | 1900                    | 1950                    | 1980                    | 1990                    | 2000                    | 2005                    | 2009                    |
| Einwohner               | 286                     | 303                     | 201                     | 231                     | 152                     | 145                     | 178                     | 170                     | 159                     |

### Sprachen
Ursprüngliche Sprache der Bevölkerung war Sutselvisch, eine bündnerromanische Mundart. Bis um 1850 sprachen alle Bewohner diese Sprache. Danach erfolgte das Vordringen der deutschen Sprache. 1880 gaben 90 %, 1910 69 % Romanisch als ihre Muttersprache an. Bis zum Zweiten Weltkrieg konnte das Romanische eine knappe Mehrheit behaupten (1941 59 %); 1970 gab es noch 42 % Romanischsprachige, und seit 1970 hat sich der Sprachwechsel weiter beschleunigt. Seit 1990 ist das Romanische nur noch von geringer Bedeutung und wird noch von 8 % gesprochen. Behördensprache ist Deutsch. Die Entwicklung der letzten Jahrzehnte zeigt folgende Tabelle:
| Sprachen in Präz |                   |                   |                   |                   |                   |                   |
| Sprachen         | Volkszählung 1980 | Volkszählung 1980 | Volkszählung 1990 | Volkszählung 1990 | Volkszählung 2000 | Volkszählung 2000 |
| Sprachen         | Anzahl            | Anteil            | Anzahl            | Anteil            | Anzahl            | Anteil            |
| Deutsch          | 105               | 69,08 %           | 132               | 91,03 %           | 170               | 95,51 %           |
| Rätoromanisch    | 46                | 30,26 %           | 10                | 6,90 %            | 5                 | 2,81 %            |
| Einwohner        | 152               | 100 %             | 145               | 100 %             | 178               | 100 %             |

### Herkunft und Nationalität
Von den Ende 2005 170 Bewohnern waren 157 Schweizer Staatsangehörige.

## Sehenswürdigkeiten
- Die reformierte Kirche Präz
- Die Burg Heinzenberg

## Persönlichkeiten
- Gian Luca Barandun (1994–2018), Skirennfahrer